# Emplasmen Kwala Mencirim
Emplasmen Kwala Mencirim is een bestuurslaag in het regentschap Langkat van de provincie Noord-Sumatra, Indonesië. Emplasmen Kwala Mencirim telt 3469 inwoners (volkstelling 2010).